# Nekhernia
Een nekhernia of cervicale discushernia is vergelijkbaar met een rughernia, zie aldaar, behalve dat een tussenwervelschijf in de halswervelkolom uitpuilt in plaats van de lumbale wervelkolom. De klachten zijn meestal uitstralende pijn naar een of beide armen. In meer zeldzamere gevallen is de uitpuiling zo groot dat ook het ruggenmerg gecomprimeerd wordt. Dan zijn er tevens verschijnselen in de benen, in de zin van tintelingen en eventueel stijfheid (spasticiteit) en verlammingen.
Een nekhernia wordt soms bestreden met een operatie. Achteraf dient dan een periode een nekkraag te worden gedragen om de nek te laten herstellen.
Bij nekhernia´s waarbij een operatie niet nodig is blijkt dat een behandeling bij de fysiotherapeut het meest effectief is. Een nekkraag verzwakt de spieren die nodig zijn om de hernia te compenseren.